# Club de Gimnasia y Esgrima (Buenos Aires)
El Club de Gimnasia y Esgrima de la Ciudad de Buenos Aires, popularmente conocido como Gimnasia y Esgrima de Buenos Aires, o por su acrónimo GEBA, es una institución deportiva situada en la Ciudad Autónoma de Buenos Aires (CABA), Argentina. Es una de las más antiguas del país, habiéndose fundado en 1880.
Gimnasia y Esgrima es también uno de los clubes más grandes del país, ya que promueve la práctica de alrededor de 30 deportes diferentes, los cuales se realizan en las tres sedes que la institución posee en Buenos Aires.

## Historia general

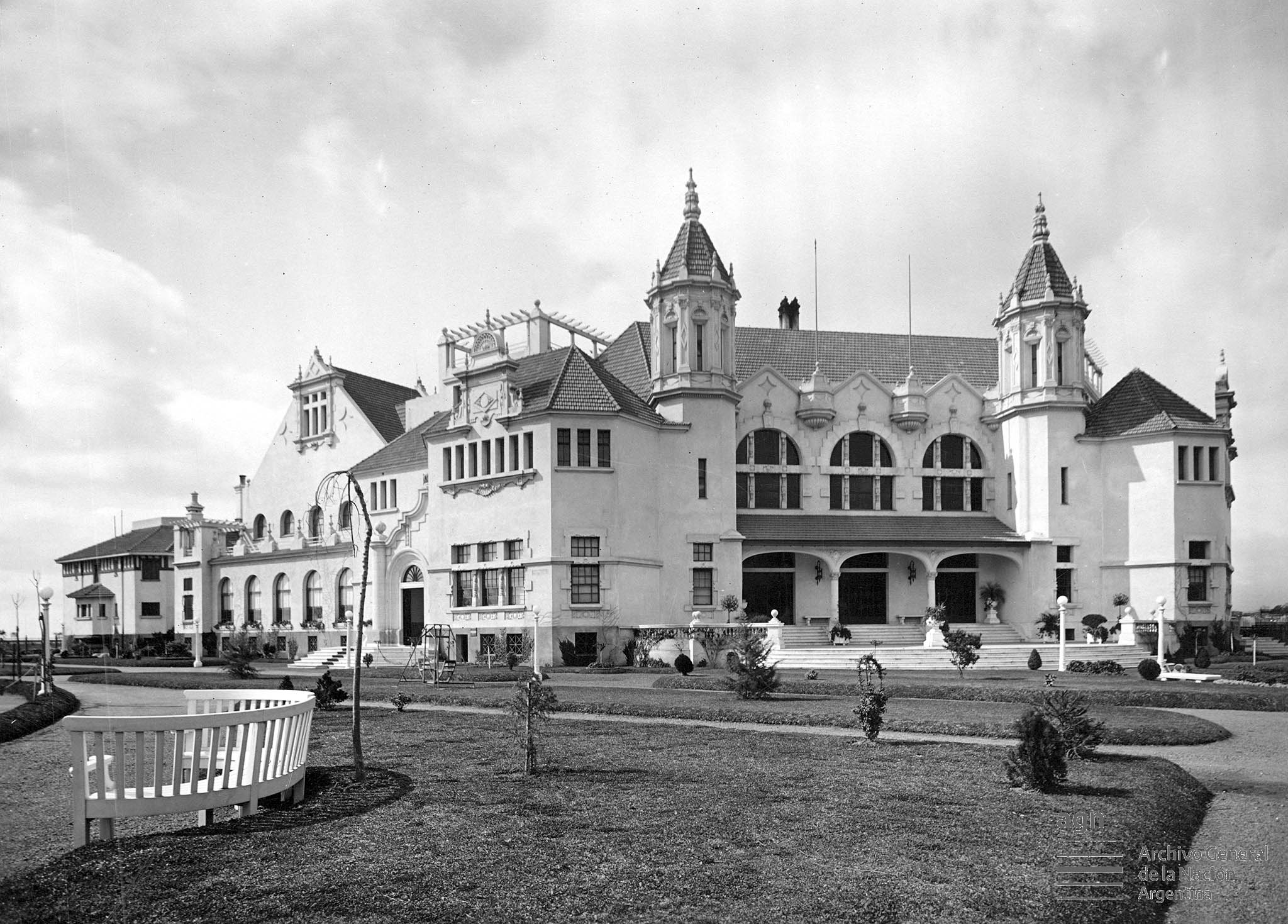
Fachada del Club Gimnasia y Esgrima en 1935

La institución fue fundada el 11 de noviembre de 1880, bajo el nombre de «Club Cosmopolita de Gimnasia y Esgrima» por jóvenes practicantes de la gimnasia y la esgrima, en la «Confitería del Águila», una tradicional cafetería de Buenos Aires. Léon Marchand fue el primer presidente del club.
El acta fundacional del club declaraba:

Los abajo firmados, reunidos en Buenos Aires, en la noche del 8 de octubre de 1880, en el salón de la Confitería del Águila (galantemente ofrecido por el Sr. Jerónimo Canale) hemos resuelto aunar nuestros esfuerzos a fin de constituir un Club Cosmopolita de Gimnasia y Esgrima, con cuyo objeto convenimos en nombrar una Comisión Provisoria, para planear las bases de la Sociedad en la próxima reunión. 

La Comisión Provisoria quedó constituida así: 
- Presidente: . . . . .León Marchand Calle 25 de Mayo 44
- Secretario: . . . . .Luis Monsegur Chacabuco 40
- Prosecretario: . . .F. Ernesto Schutt Rivadavia 193
- Vocales:
  - Rodolfo Laas Piedad 79
  - Alberto Peró C.            Bolívar 234
  - Mauricio Massat Gral. Lavalle 154

La Comisión convocará a una Asamblea cuando concluya sus trabajos

La fiesta de inauguración del club se celebró el 30 de diciembre de 1880. Tres años después, en 1883, el club cambió su nombre por el de «Club de Gimnasia y Esgrima».
En 1909, Ricardo Camilo Aldao fue designado presidente de la institución.
En 1942 el presidente Aldao se trasladó al apartamento de invitados del club, estableciéndolo como su hogar permanente y distinguiéndose de los demás cargos del club. La única condición requerida por Aldao para vivir allí era el pago de una renta mensual que sería el 6% de las inversiones realizadas por el club cuando el apartamento fue construido. Esto trajo como consecuencia que algunos socios, disconformes con esta decisión, se alejaran del club y fundaran el Club Pucará. En 1947 y después de 40 años como presidente de la institución, Aldao renunció debido al temor de una posible intervención del gobierno militar en el club.
Gimnasia y Esgrima se inició originalmente como un club, como su nombre lo indica, de gimnasia y esgrima. Fue incorporando con el paso de los años varios deportes, los cuales han obtenido varios logros a nivel nacional, lo cual convirtió a la institución en una de las más laureadas de Argentina. Además, muchos atletas destacados provienen del Club, dándole un gran reconocimiento al club.

## Secciones deportivas

### Deportes de conjunto

#### Rugby

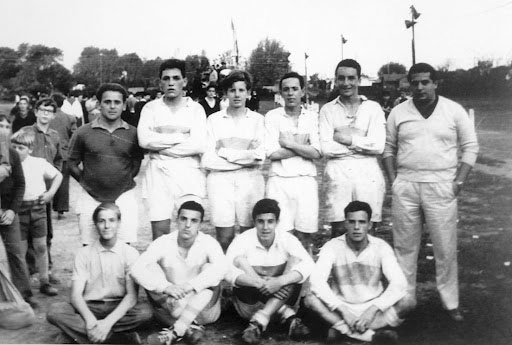
El primer equipo rugby del club en 1964.

Gimnasia y Esgrima incorporó el rugby como deporte del club en 1906. Después de desafiliarse de las ligas oficiales de fútbol en la década de 1910, el rugby fue uno de los deportes predominantes de Gimnasia y Esgrima, ganando el Torneo de la URBA en 1911 y 1912. El club ganó dos títulos más en 1932 y 1939, siendo este último, su último campeonato hasta la fecha. Gimnasia y Esgrima jugó, hasta 2014 en el Grupo II de la URBA, la segunda división del sistema de liga de la Unión de Rugby de Buenos Aires.
En septiembre de 2014, el equipo de rugby consiguió retornar al Grupo I de la URBA tras derrotar al Club Manuel Belgrano por 23-16, consiguiendo el ascenso tras haber descendido en 2007.
A continuación se detalla el palmarés del equipo de rugby del Club de Gimnasia y Esgrima:
- Torneo de la URBA: 4

1911, 1912, 1932, 1939

#### Baloncesto
El baloncesto (o básquetbol) comenzó a practicarse en el club de Gimnasia y Esgrima de Buenos Aires en la década de 1970 y en el año 1972 se construyó una escuela para promover la práctica del deporte en el club. A partir de ese momento, se convertiría en uno de los principales deportes practicados en el club.
Gimnasia y Esgrima fue campeón de la Primera División de Buenos Aires en 2006 y 2014.
- Primera División (2): 2006, 2014

#### Hockey sobre césped
El primer logro de Gimnasia y Esgrima fue en 1965, cuando el equipo femenino se coronó campeón metropolitano. Posteriormente, la institución ganó mucha reputación en el hockey sobre césped femenino, debido a sus muy buenas campañas a partir de los años 2000, en donde ganó 7 títulos del Torneo Metropolitano de Primera División de forma consecutiva de 2007 a 2013. También cuenta con un equipo masculino, campeón metropolitano en cinco oportunidades.
A continuación se detalla el palmarés del equipo de hockey sobre césped del Club de Gimnasia y Esgrima:
Equipo masculino
- Torneo Metropolitano de Primera División: 5

1933, 1936, 1973, 2009, 2022
Equipo femenino
- Torneo Metropolitano de Primera División: 9

1965, 2007, 2008, 2009, 2010, 2011, 2012, 2013, 2017

#### Otros deportes de conjunto
- Voleibol: En vóley femenino, Gimnasia y Esgrima fue fundador de la Liga Femenina de Voleibol Argentino, siendo el primer campeón de la Liga, totalizando tres, siendo el último en la temporada 2003-04. Además en la rama masculina, fue campeón de la Serie A2 en 2007.

- Waterpolo: Gimnasia y Esgrima es una de las instituciones más importantes en este deporte. El equipo masculino juega en la Liga de Argentina, la competición más importante de waterpolo masculino entre clubes argentinos. Fue campeón de dicha competencia en 11 ocasiones (1925, 1926, 1927, 1930, 1935, 1936, 1941, 1945, 1995, 2002, 2013) siendo uno de los más laureados.

- Hockey sobre patines: Organiza la clásica «Copa GEBA», y su equipo masculino juega en la Serie A1 de Liga Argentina de Hockey sobre Patines, el nivel más alto de la Liga Nacional.

- Pelota vasca: La institución está afiliada a la Federación Metropolitana de Pelota. Los equipos de pelota vasca compiten en las distintas especialidades —trinquete y frontón— en los torneos organizados por dicha federación.

#### Fútbol

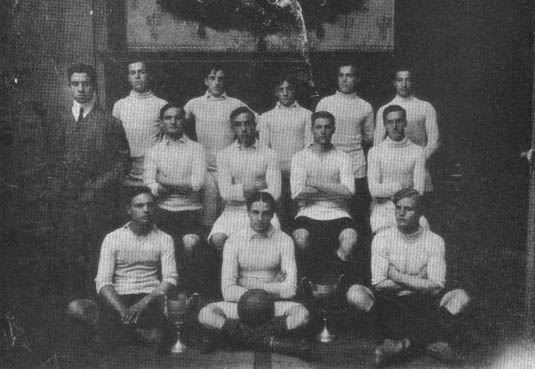
El primer equipo de fútbol del club en 1906.

El equipo de fútbol participó en los campeonatos de fútbol argentino durante la era amateur.
Se afilió a la Argentine Football Association en 1905, y se incorporó a los torneos de Tercera División. En 1906 logró su primer título al vencer a los equipos de Gath & Chaves en las semifinales y final, y se consagró campeón de la Copa El Diario al vencer a Atlanta en la final.
En 1907 se incorporó a segunda división, y se consagra campeón de la Copa Bullrich tras vencer al tercer equipo de Porteño en la final. En 1909 logra el ascenso a la máxima categoría al consagrarse campeón, tras vencer a Racing Club por 4 a 1 en semifinales y al segundo equipo de San Isidro por 2 a 1 en la final.
Hizo su debut en Primera División el 1 de mayo de 1910 ante Quilmes, cayendo por 2 a 1. Cuatro días después visitó a River Plate por la Copa de Competencia Jockey Club, y venció por 3 a 0. Luego venció a Quilmes por 3 a 0 y a Provincial de Rosario por el mismo marcador. El 17 de julio disputó en cancha de Ferro la final ante su clásico rival, Estudiantes, donde cayó por 3 a 1.
En 1912, Gimnasia y Esgrima fue parte de la primera escisión del fútbol argentino, debido a un conflicto causado por la posición del club sobre la venta de entradas para los partidos de fútbol. El club declaró que sus miembros no debían pagar entradas para ver los partidos del primer equipo de fútbol, por su condición de tal. Esto les permitió participar de todas las actividades, incluido el acceso gratuito al estadio. El club también reclamó un mayor porcentaje de los ingresos por boletos vendidos. El conflicto se mantuvo hasta que Gimnasia decidió desafiliarse de la Asociación el 14 de julio de 1912, y el establecimiento de una nueva liga, la «Federación Argentina de Fútbol», presidido por el propio Ricardo Aldao. Otros clubes apoyaron la postura de Gimnasia y Esgrima, y se unieron a la nueva liga, como el Club Porteño, el Club Estudiantes de La Plata, el Club Atlético Independiente, y otros equipos de la segunda división.
La nueva liga organizó sus propios campeonatos de 1912 hasta 1915, cuando las dos ligas se fusionaron en la "Asociación Argentina de Football", poniendo fin al conflicto. Su actuación más destacada se dio en el torneo de 1912 de la FAF, teniendo chances de consagrarse campeón hasta la última fecha, donde cayó ante Porteño. Por su parte, en el torneo de 1913 lograría el subcampeonato por primera vez. En 1915 retornó a la Asociación Argentina de Football.
El 17 de julio de 1916, el estadio del club sufrió un incendio, producto de los incidentes ocurridos entre los aficionados de las selecciones Argentina y Uruguay, por el últiml partido del Campeonato Sudamericano. Ese año, el jugador alemán Marius Hiller fue goleador de la Primera División.
En declive del equipo inició en 1917. El 4 de noviembre, venció por 2 a 0 a Estudiantes de La Plata, en su cuarto triunfo en el torneo y su último en Primera División. El 23 de diciembre, visitó a Independiente en cancha de Racing por la última fecha, en necesidad de ganar y esperar una derrota de Estudiantes para forzar un desempate. Finalmente, cayó derrotado por 3 a 1 y descendió a División Intermedia, finalizando último junto a Banfield.
En el torneo División Intermedia 1918, realizó una buena actuación, pero no logró clasificar a la final del campeonato, quedando segundo en su sección a dos puntos de Almagro.
Tras una nueva escisión en 1919, el equipo se mantuvo afiliado a la Asociación Argentina, siendo su última temporada en el fútbol argentino.
A continuación se detalla el palmarés del equipo de fútbol del Club de Gimnasia y Esgrima:
Temporadas en torneos nacionales oficiales
- Primera División de Argentina: 8 (1910-1917)
  - Mejor posición: subcampeón (1913)
- Segunda categoría: 5
  - Segunda División: 3 (1907-1909)
  - División Intermedia: 2 (1918-1919)
- Tercera División: 2 (1905-1906)

Palmarés
| Organizados por AAF y FAF                 | Organizados por AAF y FAF | Organizados por AAF y FAF |
| Competición nacional                      | Títulos                   | Subcampeonatos            |
| ----------------------------------------- | ------------------------- | ------------------------- |
| Primera División (0/1)                    |                           | 1913                      |
| Copa de Competencia Jockey Club (0/1)     |                           | 1910                      |
| Segunda División (1/0)                    | 1909                      |                           |
| Copa de Competencia Adolfo Bullrich (1/0) | 1907                      |                           |
| Tercera División (1/0)                    | 1906                      |                           |
| Copa de Competencia El Diario (1/0)       | 1906                      |                           |
| Cuarta División (1/0)                     | 1912                      |                           |
| Copa de Competencia La Prensa (1/0)       | 1914                      |                           |

### Clubes Homónimos
El club también cuenta con clubes homónimos y fundados en su honor en las provincias de Río Negro, Mendoza, Jujuy, Buenos Aires, Neuquén, Entre Ríos y Formosa. Algunos de los clubes homónimos:
- Gimnasia y Esgrima La Plata.
- Gimnasia y Esgrima de Jujuy.
- Gimnasia y Esgrima de Mendoza.
- Gimnasia y Tiro de Salta.
- Gimnasia y Esgrima de Santa Fe.
- Gimnasia y Esgrima (Pergamino).
- Gimnasia y Esgrima de Concepción del Uruguay.

### Deportes individuales

#### Esgrima

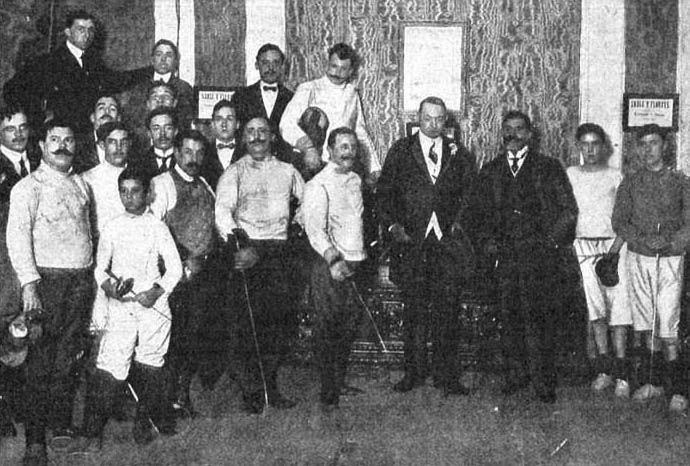
Esgrimistas del club en 1912.

La esgrima fue uno de los dos primeros deportes del club. Fue incorporado el año de fundación y se mantiene hasta la fecha.
Afiliado a la Federación de Esgrima de la Ciudad de Buenos Aires, la práctica de la esgrima está muy difundida en el club. Ofrece la práctica del deporte tanto a nivel recreativo, como competitivo, incluyendo también, equipos juveniles.
El club ha tenido destacados esgrimistas que han representado a Argentina en torneos internacionales, y también han obtenidos diversos logros a nivel metropolitano.

#### Gimnasia
El Club de Gimnasia y Esgrima está afiliado a la Federación Metropolitana de Gimnasia. Al igual que la esgrima, fue uno de los dos primeros deportes del club. Se practica en la sede Aldao. La institución ofrece una escuela de gimnasia para difundir la práctica en los jóvenes.
El club ha tenido destacados gimnastas que han representado a Argentina en torneos internacionales, y también han obtenidos diversos logros a nivel metropolitano.

#### Otros deportes
- Atletismo
- Boxeo
- Golf
- Natación
- Patinaje artístico
- Tenis

### Secciones culturales
En el Club de Gimnasia y Esgrima, se desarrollan las siguientes actividades culturales, que están a cargo del departamento de cultura de la institución:
| - Autoestima (taller) - Banda de música - Cerámica (incluida en escuelas deportivas) - Coro escénico - Danza árabe - Danzas clásicas (incluida en escuelas deportivas) - Danzas clásicas - ballet - Danzas folklóricas (incluida en escuelas deportivas) - Grafología | - Inglés - Magia - Plástica - Psicomotriz oriental - Reiki - Rincón musical - Salsa - Tango de salón - Tango de amigos - Tango borquez - Teatro - Zapateo americano |

| [[Archivo:\|link=\|22px\|Icono]]Comisión Directiva 2019 |
| |
| - Presidente: Luis Trimarco 2018-2022 - Vicepresidente 1°: Leonardo Cortigiani 2018-2022 - Vicepresidente 2°: Miguel Mareque 2018-2022 - Secretario Gral: Osvaldo Fontana 2018-2022 - Prosecretario: Mariano Ballone 2016-2020 - Tesorero: Victor Lamberti 2018-2022 - Protesorero: Miguel Macchi 2016-2020 - Vocales Titulares: - Adami Federico G. 2016-2020 - Autorde Martín J. 2016-2020 - Dattilo Roberto G. 2018-2022 - Ganino Luciano 2018-2022 - Guerra Pablo 2016-2020 - Iglesias Luciano H. 2016-2020 - Labake Javier 2016-2020 - Monteira Horacio H. 2016-2020 - Piragini Elsa Taboada de 2016-2020 - Sáez Santiago S. 2018-2022 - Yaber Grass Raúl C. 2018-2022 - Vocales suplentes: - Cortigiani Marcelo 2018-2022 - Fernández Pazos Gonzalo M. 2018-2022 - Fitipaldi Diego J. 2018-2022 - Romero Aguilar Fernando 2016-2020 - Sommer José A. 2018-2022 - Comisión Revisora de Cuentas - Titulares (Período 2018-2020): - Cámara Álvaro - Figueredo Miguel A. - Kwaterka Jonathan - Raimondo Juan C. - Schiller Margarita E. - Comisión Revisora de Cuentas - Suplente: - Montesanto Francisco H. |
| |

## Estadio

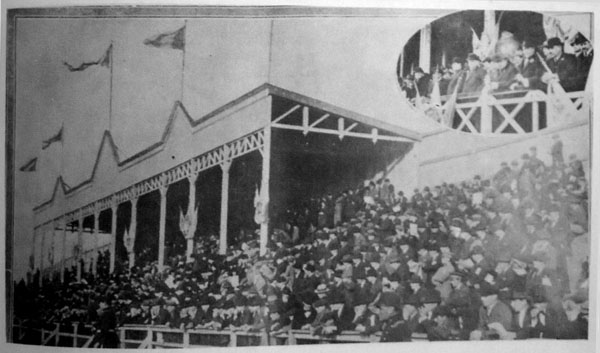
Estadio GEBA (1921)

El estadio del club se encuentra ubicado en el barrio de Palermo y ha sido sede, especialmente en la era amateur, de partidos de fútbol, siendo sede del Campeonato Sudamericano 1916. Sin embargo, hoy en día es un estadio multipropósito.
El recinto, propiedad del club —que tiene una capacidad de 18.000 espectadores— fue el estadio donde la Selección de fútbol de Argentina jugó sus partidos como local desde 1910, haciendo su debut en el «Torneo Centenario de la Revolución de Mayo» que se celebró allí. En el partido final de ese torneo, jugó contra la selección de Uruguay y se produjo un disturbio en el estadio y en las afueras después de que se anunciara la suspensión del partido, y parte de las tribunas —hechas de madera— fueron destruidas por el fuego producido por los disturbios. Después se reconstruyó el estadio, y muchos partidos de fútbol se celebraron allí, incluso cuando Gimnasia y Esgrima ya se había desafiliado de la Asociación.
El estadio suele usarse también para recitales. El club generalmente alquila dos de sus instalaciones para conciertos y eventos, siendo el centro de Jorge Newbery los más utilizados para esos fines. Muchos artistas internacionales de gira en Argentina han tocado en este estadio.

### Instalaciones
El club posee 3 sedes para la práctica de diversos deportes. Todas ellas se encuentran ubicadas en la ciudad de Buenos Aires.
- Aldao: Fue nombrado así en honor de Ricardo Aldao, uno de los presidentes más destacados de la institución —también fundador de la liga disidente "Federación Argentina de Fútbol" en 1912. Aldao también donó el trofeo, llamado «Copa Aldao», para el torneo celebrado entre los años 1913 y 1955 jugado entre los clubes de la Asociación del Fútbol Argentino y Asociación Uruguaya de Fútbol—. Con 35.000 m², la instalación se encuentra en la calle Bartolomé Mitre de la ciudad de Buenos Aires. Los deportes practicados hay pelota vasca, boxeo, bridge, ajedrez, artes marciales, gimnasia artística y yoga.

- Jorge Newbery: nombrada en honor al pionero de la aviación argentina Jorge Newbery, que también era un esgrimista notable —ganó el primer campeonato sudamericano en Gimnasia y Esgrima en 1901— y murió en 1914. La instalación ocupa 55.000 m² en la Avenida Dorrego, cerca del planetario Galileo Galilei en el barrio de Palermo. El atletismo, natación y el waterpolo —conocido también como polo acuático— son algunos de los deportes alojado allí. Aquí se encuentra el estadio del club, el equipo de rugby del club juegan sus partidos como local, así como antiguamente lo hacía el equipo de fútbol. La Selección de rugby de Argentina también jugó allí en durante la década de 1970. El estadio, conocido en Argentina como «Estadio GEBA», se utiliza actualmente para conciertos musicales.[6]

- San Martín: es la sede más grande de las tres con 139.000 m². Se ubica en la Avenida Figueroa Alcorta. Algunos de los deportes que se practican en esta sede son el fútbol, patinaje, el rugby, tenis de mesa y voleibol.

## Indumentaria
Los equipos deportivos de Gimnasia y Esgrima usan un uniforme distintivo para competir en los diversos torneos que participa. El uniforme principal consiste en una camiseta blanca con una banda de color celeste horizontal; mientras que el uniforme suplente ha variado constantemente. No obstante, el más utilizado consiste en una camiseta de color azul oscuro, con una la banda horizontal celeste, al igual que el uniforme principal. El color de las medias coincide con el color de la camiseta.
| Titular | Alternativo |

## Deportistas destacados

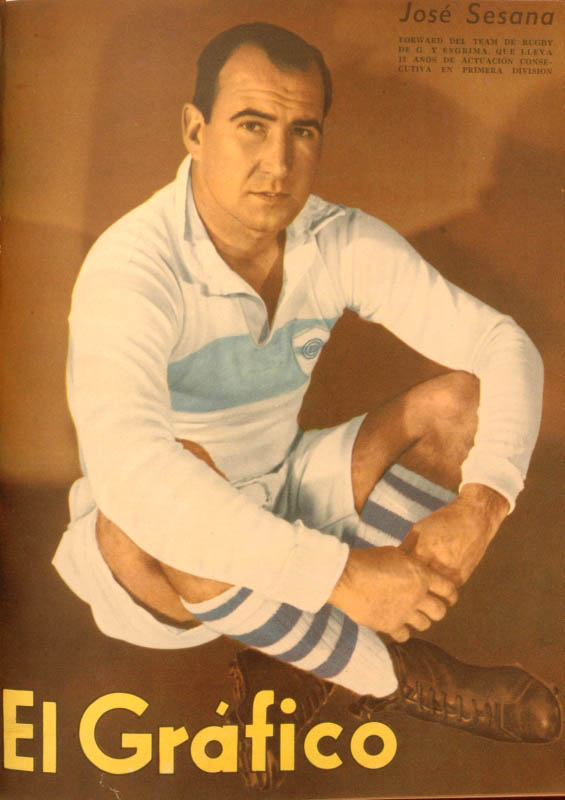
José Sesana, integrante del equipo de rugby campeón de la URBA en 1939.

| Nombre                        | Deporte              | Origen       | Altura  | Representante |
| ----------------------------- | -------------------- | ------------ | ------- | ------------- |
| Damián Blaum                  | Natación             | Buenos Aires | 1,76 m. |               |
| José Benavidez                | Fútbol               | Argentina    | -       |               |
| Lucio Locatelli               | Natación             | Argentina    | -       |               |
| Luciana Aymar                 | Hockey               | Rosario      | 1,72 m. |               |
| Guido Giordano                | Tenis                | Buenos Aires | 1.70 m. |               |
| Patricio Cammareri            | Hockey               | Argentina    | -       |               |
| Lucas Cammareri               | Hockey               | Argentina    | -       |               |
| Ricardo Crucci                | Waterpolo            | Buenos Aires | 1.77 m. |               |
| Agustín Crucci                | Tenis                | Buenos Aires | 1.76 m. |               |
| Oscar Á. Helou                | Boxeo                | Buenos Aires | 1.67 m. |               |
| Christian Casaubon Bancalari  | Básquet              | Almagro      | 1,84 m. |               |
| Luciano V. Rojas              | Fisicoculturismo     | Wilde        | 1.73 m. |               |
| Agustina Habif                | Hockey sobre césped  | Buenos Aires | 1.68 m. |               |
| Florencia Habif               | Hockey sobre césped  | Buenos Aires | 1.57 m. |               |
| Facundo Ernesto Pérez Barboza | Hockey sobre patines | Argentina    | -       |               |
| Juan Gauna                    | Squash               | Argentina    | -       |               |
| Santiago Prilucas             | Waterpolo            | Buenos Aires | 1,78 m. |               |
| José Sesana                   | Rugby                | Argentina    | 1.83 m. |               |

## Empleados Destacados
| Nombre               | Sector    | Origen    | Altura  | Representante |
| -------------------- | --------- | --------- | ------- | ------------- |
| Julián Gómez Benítez | Vestuario | Argentina | 1,72 m. |               |
| José Alegre          | Pasillo   | Argentina | 1,81 m. |               |